# Певек (пролив)
Пролив Певек (от чукотского Пээк — вздутый, толстый, отправное название Пээкинэй — вздутая гора) — пролив, соединяющий Чаунскую губу и Восточно-Сибирское море. Расположен между островами Роутан и северо-западной частью полуострова Певек, административно относящихся к Чаунскому району Чукотского автономного округа России.
Пролив имеет продолговатую форму длиной примерно 14 км и шириной ≈4 км, средняя глубина 15-25 метров, максимальная — 31 м. Северо-восточная конечность пролива ограничена косой Роутан (на севере) и мысом Певек (на востоке), юго-западная — мысом Песчаный (на западе) и мысом Матюшкина (на юге).
У восточного берега коса Наблюдений отделяет от пролива одноимённую бухту.
На восточном берегу пролива расположен один населённый пункт, самый северный город России — Певек, а также заброшенные посёлки Строительный и Валькумей.